# エリザベス・オブ・リズラン
エリザベス・オブ・リズラン（Elizabeth of Rhuddlan, 1282年8月7日 - 1316年5月5日）は、イングランドの王族。イングランド王エドワード1世と最初の王妃エリナー・オブ・カスティルの間の第15子、八女。

## 生涯
ウェールズのリズラン城で誕生した。兄弟姉妹の中で、2歳年下の弟エドワード2世と最も親しかったと言われる。1285年、ホラント伯フロリス5世の嫡男ヤン（1世）との婚約が成立し、ヤンはイングランド宮廷で教育を受けるため渡英した。1297年1月8日にイプスウィッチでヤンと結婚したが、2年後の1299年に死別した。夫妻の間に子供は無かった。1302年11月14日にウェストミンスター寺院において、第4代ヘレフォード伯爵ハンフリー・ド・ブーンと再婚した。1316年に第11子の出産直後に亡くなり、エセックスのウォルサム・アビーに葬られた。エリザベスは息子の1人ウィリアムを通じて、ヘンリー4世の最初の妻メアリー・ド・ブーンの曾祖母にあたる。

## 子女
2番目の夫ヘレフォード伯爵との間に7男4女、11人の子女をもうけたが、成人したのは以下の6人である。
- エリナー・ド・ブーン（1304年 - 1363年） - 初代オーモンド伯爵ジェームズ・バトラーと結婚、初代ダグワース男爵トマス・ダグワースと再婚
- ジョン・ド・ブーン（1306年 - 1335年） - 第5代ヘレフォード伯爵
- ハンフリー・ド・ブーン（1309年 - 1361年） - 第6代ヘレフォード伯爵
- マーガレット・ド・ブーン（1311年 - 1391年）-  第2代デヴォン伯爵ヒュー・ド・コートネイと結婚
- ウィリアム・ド・ブーン（1312年 - 1360年） - 初代ノーサンプトン伯爵
- エドワード・ド・ブーン（1312年 - 1334年） - ウィリアムの双子の弟